# Arjun, Iran
Arjun (în persană ارجون, romanizat și ca Ārjūn; cunoscut și sub numele de Ārjān) este un sat din districtul rural Jolgeh, din districtul central al județului Golpayega, provincia Isfahan, Iran. La recensământul din 2006, populația sa era de 268 de locuitori, în 76 de familii.